# Panchlora heterocercata
Panchlora heterocercata är en kackerlacksart som beskrevs av Karlis Princis 1951. Panchlora heterocercata ingår i släktet Panchlora och familjen jättekackerlackor. Inga underarter finns listade i Catalogue of Life.